# Olijfkleurige boegsprietmot
De olijfkleurige boegsprietmot (Monochroa tenebrella) is een vlinder uit de familie tastermotten (Gelechiidae). De wetenschappelijke naam is voor het eerst geldig gepubliceerd in 1817 door Hübner.
De soort komt voor in Europa.